# 曲阜东站
曲阜东站位于中华人民共和国山東省济宁市曲阜市息陬鎮，距曲阜市中心约6公里，是京沪高速铁路的客运站。曲阜东站设有联络线与日兰高速铁路交汇。

## 历史
1904年（光绪三十年）规划的津浦铁路原计划经过曲阜县城，但由于当地乡绅担心铁路破坏孔林风水，且铁路修建有为英国、德国财团日后方面利用当地矿产资源之虞而被要求绕道兖州。在之后的数十年间，铁路的缺失影响了曲阜社会经济的发展，曲阜的发展速度一直有限。
京沪高速铁路的初期规划方案显示线路在山东省内仅在济南和德州规划设站，使得当地政府以发展当地旅游为由申请在曲阜增设车站。增设车站的请求很快得到了批准，随后泰安、滕州、枣庄亦开始争取在当地设站。
2011年6月30日，曲阜东站正式投入运营。
2017年日兰高速铁路（原鲁南高速铁路）开工。曲阜东站作为日兰高速铁路和京沪高速铁路的接轨站新建东站房和站场。东站房于2019年11月24日随日兰高铁通车而建成投用，东站房广场则于2021年1月15日投用。

## 车站结构

### 站房
曲阜东站目前设有东西两个站房，两个站房均可进出站。其中西站房建筑面积9996平方米，站房主体最高点距地面30米，以“古风鲁韵”为设计意向。外立面为灰砖蓝顶、并设有仿木格窗，参考了汉代的宫殿建筑特点。站房主体部分1层，两侧夹层设有商业综合服务区域；候车室面积为4000多平方米，最高聚集人数1500人。顶棚设有三座透明的金字塔形采光顶，意喻孔子的“精神之光”。站前广场地面铺上了六块汉白玉阳纹方砖，刻写着儒家推崇的“礼、乐、射、御、书、数”六艺；伫立的多根立柱上刻有《论语》节选，此外还设有一座孔子雕像。
东站房规模19992平方米，建筑外立面采用三段式、大屋顶、灰色主色调设计，与西站房及车站周围曲阜儒学文化区整体建筑风格相协调。站房内部设有上、下两个候车室，其中一层面积约4027平方米，二层约6465平方米。

### 站场
曲阜东站设有京沪场和日兰场。其中京沪场设2台6线，其中正线2条，到发线4条，站台为双岛式，并有折返设备。站台雨棚为无柱雨棚，长420米，投影建筑面积23448平方米，雨棚高12米，净高8米。
日兰场规模4台9线，设正线2条，到发线7条，被有站台柱雨棚覆盖。日兰场线路通过联络线与位于车站南侧的日兰高速铁路正线上下行方向联通；京沪场下行咽喉设有通往日兰高铁南夏宋线路所的联络线，使得京沪高铁往来北京方向和日兰高铁往来日照方向的列车相互连通。
| 东 | 东站房   | 售票处、进站口、候车室                |
| 东 | 侧式站台 |                                       |
| 东 | 11站台   | 日兰高速铁路 列车                     |
| 东 | 10站台   | 日兰高速铁路 列车                     |
| 东 | 岛式站台 |                                       |
| 东 | 9站台    | 日兰高速铁路 列车                     |
| 东 | 通过线   | 日兰高速铁路 下行列车通过线           |
| 东 | 通过线   | 日兰高速铁路 上行列车通过线           |
| 东 | 8站台    | 日兰高速铁路 列车                     |
| 东 | 岛式站台 |                                       |
| 东 | 7站台    | 日兰高速铁路 列车                     |
| 东 | 6站台    | 日兰高速铁路 列车                     |
| 东 | 岛式站台 |                                       |
| 东 | 5站台    | 日兰高速铁路 列车                     |
| 东 | 4站台    | 京沪高速铁路 往上海虹桥方向（滕州东） |
| 东 | 岛式站台 |                                       |
| 东 | 3站台    | 京沪高速铁路 往上海虹桥方向（滕州东） |
| 东 | 通过线   | 京沪高速铁路 下行列车通过线           |
| 东 | 通过线   | 京沪高速铁路 上行列车通过线           |
| 东 | 2站台    | 京沪高速铁路 往北京南方向（泰安）     |
| 东 | 岛式站台 |                                       |
| 东 | 1站台    | 京沪高速铁路 往北京南方向（泰安）     |
| 西 | 西站房   | 售票处、进站口、候车室、出站口        |